# Предешть (Вилча)
Предешть, Предешті (рум. Predești) — село у повіті Вилча в Румунії. Входить до складу комуни Ніколає-Белческу.
Село розташоване на відстані 149 км на північний захід від Бухареста, 15 км на південь від Римніку-Вилчі, 83 км на північний схід від Крайови, 123 км на південний захід від Брашова.

## Населення
За даними перепису населення 2002 року у селі проживали 539 осіб, усі — румуни. Усі жителі села рідною мовою назвали румунську.